# 동성 배우자 건강보험 피부양자 소송
동성 배우자 건강보험 피부양자 소송, 혹은 소성욱 대 국민건강보험공단 사건은 동성 부부인 김용민·소성욱이 동성으로 사실혼을 인정받아 소성욱의 김용민의 국민건강보험 피부양자로 등록되었다가 취소된 뒤 제기한 소송이다. 2023년 2월 21일 2심에서 승소하였다.

## 대법원의 동성 동반자의 건강보험 피부양자 자격 인정 판결
이에 국민건강보험공단이 상고하였고, 대법원은 이 사건을 전원합의체에 회부했다. 2024년 7월 18일, 대법원 전원합의체는 상고를 기각하고, 원심 판결을 확정했다. 현행 한국 민법상 인정되지 않는 동성 부부의 법적 권리를 일부나마 한국 대법원이 처음으로 인정했다. 

## 사건 번호
- 서울행정법원 2021구합55456
- 서울고등법원 2022누32797
- 대법원 2023두36800